# SN 2009cm
SN 2009cm – supernowa typu Ia odkryta 21 marca 2009 roku w galaktyce A115442+5518. W momencie odkrycia miała maksymalną jasność 20,10m.